# Rocky Balboa
Rocky Balboa is een Amerikaanse film uit 2006. De film is het zesde deel van de Rocky-filmreeks, die in 1976 begon. Sylvester Stallone speelt niet alleen de hoofdrol, maar schreef en regisseerde de film ook zelf. Dit zesde deel ging in de Verenigde Staten op 22 december 2006 in première. In Nederland kwam het op 18 januari 2007 uit.

## Verhaal
Het zesde en laatste deel in de Rocky-reeks vangt aan jaren na Rocky 'The Italian Stallion' Balboa's hoogtijdagen als bokser. Hij is gestopt met sporten en bestiert een eigen restaurantje in Philadelphia, waar hij verhalen van vroeger deelt met de klanten. Hij ziet zijn zwager Paulie (Burt Young) nog regelmatig, maar diens zus en Balboa's vrouw Adrian is jaren geleden overleden aan kanker. Balboa is daarbij vervreemd geraakt van hun zoon Robert (Milo Ventimiglia) en ziet hem zelden, hoewel ze niet ver van elkaar vandaan wonen. Hij leeft in het verleden en voelt zich eenzaam.
Niet alleen het leven van Balboa is in verval geraakt, maar ook het aanzien van de sport waarin hij furore maakte en twee keer wereldkampioen werd: boksen. De huidige wereldkampioen Mason 'The Line' Dixon (Antonio Tarver) is ongeslagen, maar wordt tegenwoordig na elke overwinning uitgefloten omdat er nooit sprake is van enige serieuze tegenstand. In sportprogramma's op televisie zien ze hem als een vechter die geen kans zou maken tegen de kampioenen van weleer in hun hoogtijdagen.
In een wekelijks sportprogramma op televisie wordt een virtuele versie van Dixon in een bokspartij gezet tegen een virtuele versie van Balboa in topvorm. Eerstgenoemde verliest daarbij kansloos, wat op luid gejuich van de toeschouwers kan rekenen. Omdat de kaartverkoop voor de wedstrijden van Dixon steeds verder teruglopen, komen zijn managers op een idee. Ze benaderen Balboa om een demonstratiewedstrijd af te spreken tussen hem en Dixon. Hiermee willen ze Dixons populariteit en die van het huidige boksen vergroten en Balboa hiertoe bewegen door een deel van de opbrengst aan het goede doel te geven. Gezien het grote leeftijdsverschil zeggen ze hem toe dat er niet voluit gegaan zal worden, maar dat het vooral om het idee gaat. Balboa zegt toe, maar met als doelstelling om wél nog één laatste keer voluit te gaan.

## Rolverdeling
- Sylvester Stallone - Rocky Balboa
- Burt Young - Paulie Pennino
- Milo Ventimiglia - Robert Balboa
- Geraldine Hughes - Marie
- James Francis Kelly III - Steps, Marie's zoon
- Tony Burton - Duke Evers
- Antonio Tarver -  Mason 'The Line' Dixon

## Trivia
- Acteurs Stallone (Rocky), Young (Paulie) en Burton (Duke) speelden als enige in alle zes de Rocky-films.
- Balboa's tegenstander in dit deel Mason 'The Line' Dixon wordt gespeeld door Antonio Tarver, die ook daadwerkelijk wereldkampioen boksen is geweest (in de klasse 76-79 kilo) en brons won op de Olympische Zomerspelen 1996.